# Oumar Tchomogo
Oumar Tchomogo (Cotonou, 7 de janeiro de 1978) é um futebolista beninense que atua como atacante.

## Carreira
Oumar Tchomogo representou o elenco da Seleção Beninense de Futebol no Campeonato Africano das Nações de 2008.